# Linia kolejowa nr 98
Linia kolejowa nr 98 Sucha Beskidzka – Chabówka – linia kolejowa w województwie małopolskim.

## Historia
Linia została otwarta dla ruchu 16 grudnia 1884 roku, a 12 września 1975 roku została zelektryfikowana.
30 grudnia 2014 PKP PLK podpisało ze Skanską umowę na budowę linii kolejowej nr 625 Sucha Beskidzka Północ – Sucha Beskidzka Południe (łącznicy pomiędzy liniami 97 i 98) oraz nowego przystanku Sucha Beskidzka Zamek. Dzięki tej łącznicy pociągi z Krakowa do Zakopanego mogą ominąć stację Sucha Beskidzka, na której dochodziło do zmiany kierunku jazdy. Budowa łącznicy zakończyła się pod koniec 2016 roku, a jej uruchomienie miało miejsce 11 czerwca 2017 roku.
19 marca 2018 PKP PLK podpisały z przedsiębiorstwem ZUE umowę na budowę łącznicy pomiędzy liniami nr 98 i 99, pozwalającej ominąć stację Chabówka.
W maju 2018 PKP Polskie Linie Kolejowe ogłosiły przetarg na remont linii kolejowej nr 98 Sucha Beskidzka – Chabówka na długości 31 km. W ramach inwestycji zrealizowana zostanie przebudowa 90 przepustów, 23 mostów, 3 wiaduktów, 46 przejazdów kolejowo-drogowych (z których 26 otrzyma samoczynną sygnalizację przejazdową) oraz 7 stacji kolejowych (Sucha Beskidzka, Osielec, Bystra Podhalańska, Jordanów, Skawa, Skawa Środkowa, Chabówka). Wykonawca – Przedsiębiorstwo Napraw i Utrzymania Infrastruktury Kolejowej w Krakowie – będzie musiał wyremontować linię kolejową w przeciągu 55 miesięcy. Remont jest częścią projektu „Prace na liniach do Zakopanego nr 97, 98, 99, na odcinku Skawina – Sucha Beskidzka – Chabówka – Zakopane” wartego 930 mln zł netto. Koszt prac na linii nr 98 szacowany jest na ponad 257,5 mln zł netto (dla porównania 192 mln zł kosztuje modernizacja linii kolejowej nr 97 na trasie Skawina – Sucha Beskidzka, a 330 mln zł netto pochłonie modernizacja linii kolejowej nr 99 z Chabówki do Zakopanego). Po zakończeniu prac na wszystkich liniach możliwe będzie skrócenie czasu przejazdu pociągów Kraków – Zakopane z obecnych ponad 3 godzin do około 2 godzin.